# Lithophyllon undulatum
Lithophyllon undulatum là một loài san hô trong họ Fungiidae. Loài này được Rehberg mô tả khoa học năm 1892.